# ОШ „Стевица Јовановић” Панчево
ОШ „Стевица Јовановић” једна је од основних школа у Панчеву. Налази се у улици Браће Јовановића 75. Име је добила по Стевици Јовановићу, једном од организатора устанка у Војводини и народном хероју Југославије који је делујући из Панчева, радио је на јачању партијских и скојевских организација, као и на јачању утицаја КПЈ-а у синдикалној организацији, студентским удружењима, а посебно у радничком КУД-у „Абрашевић”. Датум рођења Стевице Јовановића, 29. мај, слави се као Дан школе.

## Историјат
Свечано је отворена 6. фебруара 1964. године. Прве школске године наставну је похађало 1285 ученика, а у школи је било запослено 70 радника. Први директор школе био је Милан Тодоровић, а затим су се смењивали Милан Дурман, Миладин Митровић, Пава Гашпар, Станимир Вуковић, Бранислав Станојевић, Трајан Станчу и Јасна Гађански која и данас руководи школом.
Школа се налази у ширем центру града и повезана је саобраћајницом са стамбеним насељима која јој територијално припадају. Данас садржи 815 ученика распоређених у 29 одељења. Један број наставника је обучен за посебне програме као што су: Буквар дечјих права, Учионица добре воље, Право на права, Грађанско васпитање, Активно учење, Култура говора, Калиграфија, Драмска почетница и Инклузивно образовање.
Тренутно поседују фискултурну салу са свлачионицама, школско двориште, лимене бранике за птице, стоматолошку амбуланту, библиотеку са неколика хиљада наслова и читаоницу, као и кухињу за дистрибуцију ужине. Школа је уступила простор клубовима који држе тренинге одбојке, кошарке, аикида, каратеа и стоног тениса. Део су пројекта ERASMUS.